# Fludarabine
Fludarabine, được bán dưới tên thương hiệu Fludara cùng với một số những tên khác, là một loại thuốc hóa trị liệu được sử dụng trong điều trị ung thư bạch cầu và ung thư hạch. Các dạng ung thư có thể dùng thuốc này bao gồm ung thư bạch cầu lymphocytic mãn tính, u lympho không Hodgkin, bệnh bạch cầu myeloid cấp tính, và bệnh bạch cầu lymphocytic cấp tính. Thuốc có thể được tiêm vào tĩnh mạch hoặc uống qua đường miệng.
Tác dụng phụ thường gặp có thể kể đến như buồn nôn, tiêu chảy, sốt, phát ban, khó thở, tê, thay đổi thị lực và cảm thấy mệt mỏi. Tác dụng phụ nghiêm trọng hơn có thể có rối loạn chức năng não, số lượng tế bào máu thấp và viêm phổi. Sử dụng trong thai kỳ có thể sẽ gây hại cho em bé. Fludarabine thuộc vào nhóm thuốc tương tự purine và hoạt động bằng cách can thiệp vào quá trình sao chép DNA.
Fludarabine đã được phê duyệt để sử dụng y tế tại Hoa Kỳ vào năm 1991. [1] Nó nằm trong danh sách các thuốc thiết yếu của Tổ chức Y tế Thế giới, tức là nhóm các loại thuốc hiệu quả và an toàn nhất cần thiết trong một hệ thống y tế. Chi phí bán buôn ở các nước đang phát triển là khoảng 54,00 USD cho mỗi lọ 50 mg. Tại Vương quốc Anh thì cùng lượng thuốc giá khoảng 155,00 pound.